# Cattedrale di Santa Maria (Port Elizabeth)
La cattedrale di Santa Maria di Port Elizabeth è la chiesa madre della diocesi anglicana di Port Elizabeth in Sudafrica.

## Storia
Fu fondata il 26 aprile 1824 durante una riunione cittadina presieduta dal capitano Francis Evatt. La prima pietra dell’edificio fu posata il 5 ottobre 1825, nello stesso mese in cui il reverendo Francis McCleland giunse come cappellano coloniale. Aperta al culto nel 1832, la chiesa presentava inizialmente una struttura semplice, di forma oblunga con tetto in tegole rosse. Subì modifiche esterne nel 1860. Distrutta da un incendio nel 1895, fu ricostruita in meno di un anno e riaperta al culto il 6 settembre 1896. Alla ricostruzione contribuirono Paul Kruger con una donazione e Cecil Rhodes, che ne finanziò i chiostri.

## Descrizione
La cattedrale, situata nel centro di Port Elizabeth, presenta un'architettura neogotica.